# Richard Evans
Sir Richard Mark Evans (Belize, 15 aprile 1928 – Wiltshire, 24 agosto 2012) è stato un diplomatico inglese.

## Carriera
Evans entrò a far parte del Foreign Office nel 1952. Come ambasciatore in Cina agì come il principale rappresentante della delegazione britannica nei negoziati sulla questione sino-britannica della sovranità di Hong Kong.
In realtà, gran parte dei negoziati iniziarono dal suo predecessore Sir Percy Cradock e, quindi, la principale missione di Evans e del suo team, era quella di redigere le clausole della dichiarazione comune con le controparti cinesi all'interno di un periodo di tempo limitato. La serie di trattative si è conclusa con la firma formale della dichiarazione comune del primo ministro britannico Margaret Thatcher e il premier cinese Zhao Ziyang a Pechino il 19 dicembre 1984, un trattato che confermò il trasferimento di sovranità di Hong Kong dalla Gran Bretagna alla Cina nel 1997.
Evans partecipò all'organizzazione di una serie di visite ufficiali di alto rango, come la storica visita di Elisabetta II in Cina nel mese di ottobre 1986. In pensione, ha scritto una biografia sul leader nazionale cinese Deng Xiaoping.

## Onorificenze

### Onorificenze britanniche
| Controllo di autorità | VIAF (EN) 73730681 · ISNI (EN) 0000 0000 8265 7153 · SBN MILV127466 · LCCN (EN) nr93041076 · GND (DE) 1132097665 · J9U (EN, HE) 987007286607105171 |